# Championnats de France d'athlétisme en salle 1977
Navigation
Édition précédente Édition suivante
Les Championnats de France d'athlétisme en salle 1977 ont eu lieu les 19 et 20 février 1977 au Parc des expositions de la Motte Minsard d'Orléans. 

## Palmarès
| Discipline       | Hommes              | Hommes       | Femmes               | Femmes       |
| ---------------- | ------------------- | ------------ | -------------------- | ------------ |
| 60 m             | Gabriel Leroy       | 6 s 86       | Chantal Réga         | 7 s 30       |
| 400 m            | Hector Llatser      | 48 s 34      | Catherine Delachanal | 55 s 27      |
| 800 m            | Eric Charron        | 1 min 50 s 1 | Chantal Aubry        | 2 min 8 s 2  |
| 1 500 m          | Francis Gonzalez    | 3 min 45 s 8 | Nicole Charron       | 4 min 40 s 6 |
| 3 000 m          | Alexandre Gonzalez  | 8 min 4 s 6  | -                    | -            |
| 60 m haies       | Émile Raybois       | 7 s 95       | Nadine Prevost       | 8 s 46       |
| Saut en hauteur  | Paul Poaniewa       | 2,16 m       | Sylvie Prenveille    | 1,76 m       |
| Saut à la perche | Jean-Michel Bellot  | 5,30 m       | -                    | -            |
| Saut en longueur | Gilbert Zante       | 7,75 m       | Jacqueline Curtet    | 6,18 m       |
| Triple saut      | Christian Valétudié | 16,09 m      | -                    | -            |
| Lancer du poids  | Arnjolt Beer        | 18,67 m      | Simone Créantor      | 15,75 m      |